# Stazione di Shin-Iwakuni
La stazione di Shin-Iwakuni (新岩国駅?, Shin-Iwakuni-eki) è una stazione ferroviaria della città di Iwakuni, nella prefettura di Hiroshima. È gestita da JR West ed è percorsa solo dal treno ad alta velocità Sanyō Shinkansen.

## Linee

### Treni
- JR West
  - Sanyō Shinkansen